# 馬文兆
馬文兆（？年—？年），字河生，陝西西安府醴泉縣人，由丙辰科舉人，乾隆二十八年十一月署四川順慶府岳池縣知縣。是一位政治人物，明清時曾在四川順慶府岳池縣（位於今四川東北部，武周萬歲通天二年分南充、相如二縣置，是一個千年古縣）擔任官吏。